# Franz Winkler (Mathematiker)

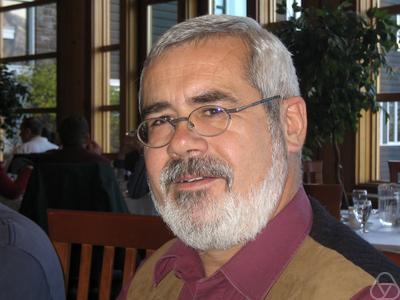
Franz Winkler

Franz Winkler (* 24. Oktober 1955 in Salzburg) ist ein österreichischer Mathematiker. Er ist Professor für Symbolisches Rechnen an der Johannes Kepler Universität Linz, stellvertretender Leiter des Institutes für Symbolisches Rechnen (RISC) und war von 2013 bis 2015 Dekan der Technisch-Naturwissenschaftlichen Fakultät.

## Leben
Von 1974 bis 1979 studierte Franz Winkler Mathematik an der JKU. Danach ging er mit einem Fulbright-Stipendium an das Rensselaer Polytechnic Institute in Troy (New York), New York (Graduate Studies in Mathematik und Computer Science). Während seiner Studienzeit war er als Studienassistent und als Teaching and Research Assistant tätig. 1984 promovierte er „sub auspiciis“ in Mathematik an der JKU und ging für zwei Jahre als Visiting Assistant Professor an die University of Delaware, Newark, USA. 1986 ging er an die JKU zurück, vier Jahre später habilitierte er sich für das Fach Mathematik. 1997 wurde er zum außerordentlichen Universitätsprofessor ernannt. Seit 1998 ist er ordentlicher Universitätsprofessor am Institut für Symbolisches Rechnen (RISC), das er von 1999 bis 2009 auch leitete. Von 1. Oktober 2013 bis 2015 war er Dekan der Technisch-Naturwissenschaftlichen Fakultät.

## Arbeits- und Forschungsschwerpunkte
- Symbolisches und algebraisches Rechnen (Computeralgebra)
- Algebraische und differentielle Eliminationstheorie
- Algorithmen in der algebraischen Geometrie
- Termersetzungssysteme
- Automatisches Beweisen in Gleichungstheorien

## Preise
- Fulbright-Stipendium zum Studium am Department of Mathematics and Computer Science, Rensselaer Polytechnic Institute, Troy, New York, USA, im akademischen Jahr 1979/80.
- Promotio sub auspiciis praesidentis rei publicae, Ehrenpreis verliehen durch den Präsidenten der Republik Österreich für ausgezeichnete Studien- und Dissertationsleistungen.